# Wendy Kimani
Wendy Kimani (nacida el 18 de mayo de 1986) es una cantante, compositora, actriz y animadora keniana. Saltó a la fama después de ser la primera finalista en la segunda temporada de Tusker Project Fame. Como cantante es conocida por sus canciones; "Haiwi Haiwi" y "Chali". Lanzó su álbum debut My Essence en agosto de 2013. Como actriz, es conocida por protagonizar la serie de televisión Rush.

## Biografía
Kimani nació en 1986 y se crio en Nairobi, Kenia. En marzo de 2008, participó en las audiciones de TPF 2. El 22 de junio de 2008, perdió frente a Esther Nabaasa, participante ugandesa.

Se casó con su prometido holandés Marvin Onderwater el 9 de agosto de 2014 en Nairobi.

## Carrera
El 13 de agosto de 2013, lanzó su álbum debut, My Essence, estilizado como ME.
En febrero de 2014, protagonizó junto a Lenana Kariba y Charles Kiarie la película para televisión Die Husband Die!, una historia sobre una chica viviendo un matrimonio sin amor con un hombre mucho mayor (Charles Kiarie), enamorada de un hombre más joven (Lenana Kariba). El 20 de mayo de 2014, presentó Bien Aime de Sauti Sol en su nuevo sencillo "Haiwi Haiwi". La canción fue filmada y dirigida por Mushking.  En noviembre de ese año, lanzó su segundo sencillo de 2014, "Chali", filmado y dirigido por Enos Olik. La canción tiene algunos acordes de jazz.

## Discografía
| Año  | Sencillo                                                                        | Productor/director | Álbum      | Ref(s) |
| ---- | ------------------------------------------------------------------------------- | ------------------ | ---------- | ------ |
| 2010 | "Hunielewi" (Wendy Kimani feat. Labalaa)                                        | –                  | My Essence |        |
| 2011 | "Rumour"                                                                        | –                  | My Essence |        |
| 2013 | "Hush Up"                                                                       | –                  | My Essence | [ 14 ] |
| 2014 | "Haiwi Haiwi" (Wendy Kimani feat. Bien Aime                                     | Mushking           |            | [ 15 ] |
| 2014 | "Well Seasoned 2 - Go Tell It On the mountain" (Victor Saii feat. Wendy Kimani) | –                  |            |        |
| 2014 | "Chali"                                                                         | Enos Olik          | [ 16 ]     |        |
| 2015 | "Unajua" (Gilad feat. Wendy Kimani)                                             | Mushking FX        | [note 1]   |        |

## Filmografía
| Año    | Título              | Papel      | Notas                                 |
| ------ | ------------------- | ---------- | ------------------------------------- |
| 2008   | Tusker Project Fame | Ella misma | Finalista                             |
| 2014   | Die Husban Die      | Lynette    | Rol principal; película de televisión |
| 2014 – | Rush                | Rubí       | Rol principal                         |